# Fannie Pearson Hardy Eckstorm
Pour les articles homonymes, voir Eckstorm.
Fannie Pearson Hardy Eckstorm est une écrivain, une ornithologue et une folkloriste américaine, née le 18 juin 1865 à Brewer (Maine) et morte le 31 décembre 1946 dans cette même ville.

## Biographie
Elle est la fille de Many Hardy, un célèbre fourreur. Elle est l'auteur de plusieurs publications d'initiation à l'ornithologie.

## Liste partielle des publications
- 1901 : The Bird book, D.C. Heath & Co., Publishers (Boston) – Exemplaire numérique sur American Librairies.
- 1901 : The Woodpeckers, Boughton, Mifflin and Company (Boston) – Exemplaire numérique sur Canadian Librairies.
- 1904 : David Libbey, Penobscot woodman and river-driver, American Unitarian Association (Boston) – Exemplaire numérique sur American Librairies.
- 1927 : avec Mary Winslow Smyth, Minstrelsy of Maine: Folk-songs and Ballads of the Woods and the Coast, Houghton Mifflin Co. (Boston).
- 1929 : British Ballads from Maine.